# ماری کریستینا دیگبی

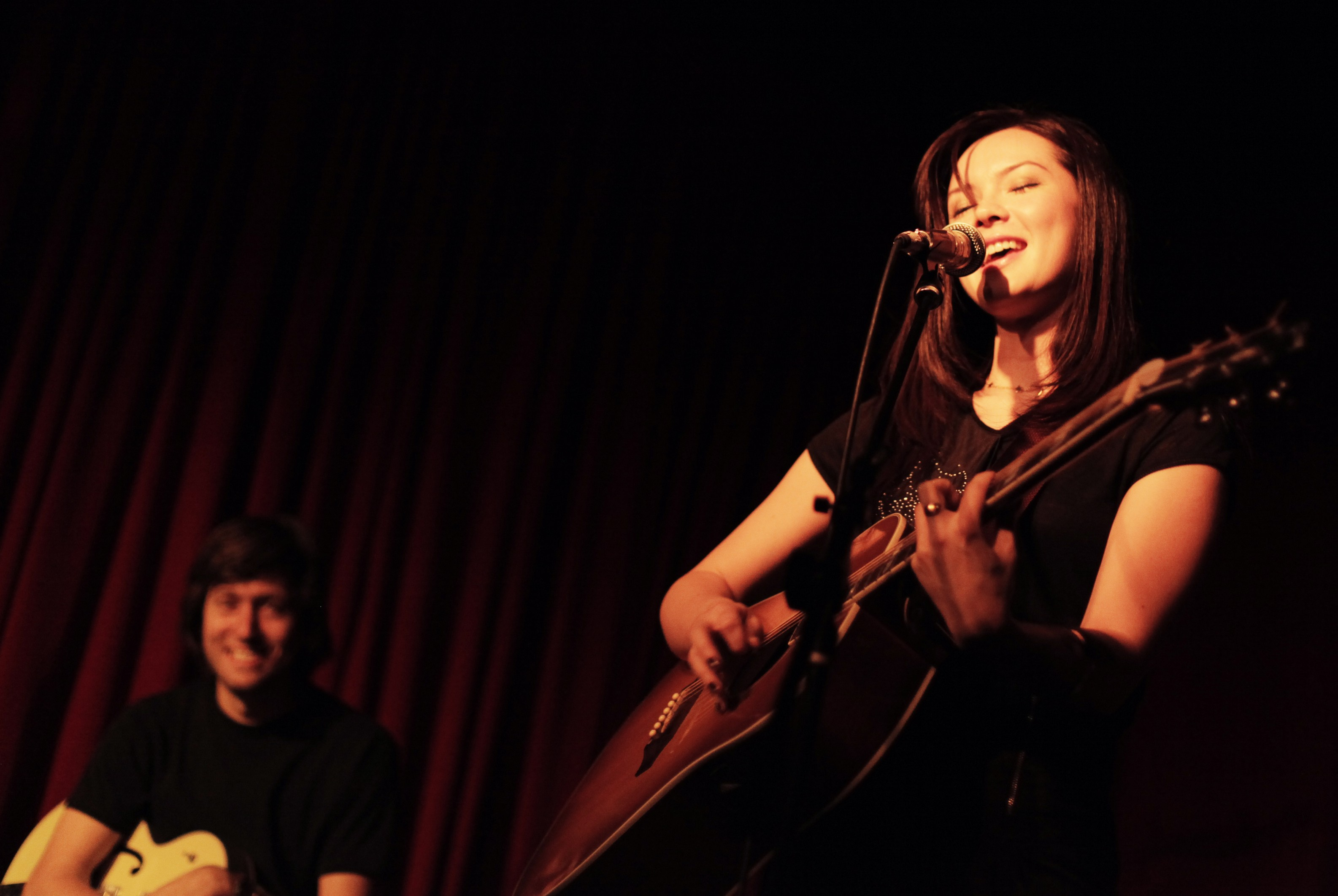

ماری کریستینا دیگبی (‎/ˌmɑːriˈeɪ/‎ MAR-ee-AY؛ زادهٔ ۱۶ آوریل ۱۹۸۳) خواننده، ترانه‌سرا، گیتاریست و پیانیست آمریکایی است که به‌خاطر نسخه کاور آکوستیک «چتر» ریحانا شناخته می‌شود. این ویدئو در سال ۲۰۰۷ در یوتیوب پست شد (و از آن زمان تاکنون بیش از ۲۲ میلیون بار دیده شده است). این آهنگ متعاقباً در ایستگاه رادیویی STAR 98.7 پخش شد، در اپیزود افتتاحیه فصل سوم پرمخاطب سریال تپه‌ها در MTV به نمایش درآمد.
ماری در لس آنجلس در خانواده متیو ادوارد دیگبی (متولد ۱۰ نوامبر ۱۹۵۱ در سن دیگو)، که اصالتاً ایرلندی و امیکو نیشینا (ژاپنی) به دنیا آمد. دو خواهر کوچکتر او نائومی (متولد ۱۲ دسامبر ۱۹۸۵) و ارینا مگان (متولد ۸ اوت ۱۹۸۷) هستند.